# Ahmad Nami

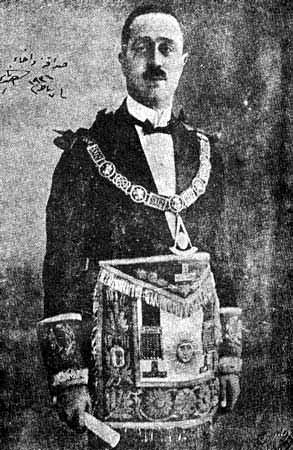
Ahmad Nami

Al-Damad Ahmad Nami (arabisch أحمد نامي, DMG Aḥmad Nāmī) bzw. Damat Ahmet Nami (* 1873 in Beirut; † 13. Dezember 1962 ebenda) war der fünfte Premierminister und zweite Präsident Syriens.

## Leben
Nami wurde in eine wohlhabende, mit dem Haus Osman verwandte Familie geboren, war türkischer Herkunft und konnte kaum Arabisch sprechen. Er absolvierte die osmanische Militärakademie und erhielt ebenfalls militärisches Training in Paris.
1910 heiratete er Ayşe Sultan, die Tochter von Abdülhamid II. und erhielt so seinen Titel Damad (türkisch für Schwiegersohn). Das Paar bekam zwei Söhne: Ömer Nami Osmanoğlu und Osman Nami Osmanoğlu. Im Juni 1920 wurde er von den französischen Offizieren in der Region Beirut dazu delegiert, eine Regierung zu bilden. Im Juni 1926 traten alle Minister seines Kabinetts aus Protest gegen die französische Politik gegenüber der nationalistischen Bewegung zurück, was zu deren Verhaftung durch den Hochkommissar der Levante, Henry de Jouvenel, führte. Nami bemühte sich um deren Freilassung, wurde allerdings mit einer Verhaftung bedroht, woraufhin er seine Minister mit pro-französischen ersetzte.
Nami setzte sich unerbittlich gegen die Gründung eines eigenständigen Libanons ein. Des Weiteren forderte er von den Franzosen eine Entschädigung für jene Einwohner, deren Häuser während der Syrischen Revolution zerstört wurden. Dazu kam die Forderung einer Generalamnestie für Syrer im Exil, um deren Rückkehr zu gewährleisten. Diese Forderungen wurden abgelehnt und Nami der Errichtung einer Monarchie bezichtigt. Dies führte dazu, dass er am 8. Februar 1928 von seinem Amt entfernt wurde.
1932 wurden Überlegungen der Franzosen bekannt, wonach Nami als König eingesetzt werden sollte, was jedoch nie zu Stande kam. Acht Jahre später wurde er als möglicher Kandidat für das Amt des Präsidenten betrachtet, der Bloc national stellte sich jedoch dagegen.
In den 1940er Jahren zog sich Nami vom öffentlichen Leben zurück und lebte wieder im Libanon.